# 慕尼黑地铁4号线
慕尼黑地铁4号线（U-Bahn-Linie 4 München）全长9公里，共设有地13座车站。起始站分别为西部尽头大街站到阿拉贝拉公园站。在高峰时段，地铁4号线和5号线共线段的运行间隔为5分钟。